# Thomas Johan M. R. Bæhring
Thomas Johan M. R. Bæhring (født 7. marts 1978) er en dansk Instruktør, Producent og Teaterleder. 
Thomas Johan M. R. Bæhring er uddannet fra Statens Scenekunstskole (The Danish National School of performing arts) i København 2013 og har arbejdet med udviklingen af dansk musikdramatik både før, under og efter uddannelse, i 2014 blev Thomas Johan M. R. Bæhring Co-leder af Amfiteatret sammen med skuespiller Lene Storgaard, Amfiteatret er Københavns største udendørs scene med plads til 3500 publikummer. Her opførte Thomas Johan M. R. Bæhring 2016 sin første store musikdramatiske opførelse Den Morderiske Vaudeville Cirkus Psyshow Hvor freakshow artister fra Canada var medvirkende sammen med Danske og Tyske skuespillere her iblandt Teit Samsø, Vicki Berlin, Uffe Kristensen m.fl.
I 2016 stod Thomas både som idemand og iscenesætter også for "Aprilfestivalens" (Dansk Børneteatrets store årlige omrejsende festival) 50 års jubilæumsshow, hvor blandt andet Jytte Abildstrøm, Mark Phillip, Hanne Trolle, Bertel Haarder og mange flere tiltog på scenen.  
Thomas Johan M. R. Bæhring er desuden også idemand bag "Den Røde Brochures" online tilmeldings systemt og idemanden bag New Case som er en workshop for nye teatre på den før omtalte festival "Aprilfestivalen"